# Newport (villa)
Newport es una villa ubicada en el condado de  Herkimer en el estado estadounidense de Nueva York. En el año 2000 tenía una población de 640 habitantes y una densidad poblacional de 485 personas por km².

## Geografía
Newport se encuentra ubicada en las coordenadas 43°0′37″N 75°0′18″O / 43.01028, -75.00500.

## Demografía
Según la Oficina del Censo en 2000 los ingresos medios por hogar en la localidad eran de $33,750, y los ingresos medios por familia eran $41,111. Los hombres tenían unos ingresos medios de $32,500 frente a los $26,528 para las mujeres. La renta per cápita para la localidad era de $18,324. Alrededor del 7.8% de la población estaban por debajo del umbral de pobreza.